# Abdul Rahim Ayew
Pour les articles homonymes, voir Rahim et Ayew.
Ibrahim Ayew, également connue comme Rahim Ayew, est un footballeur ghanéen né le 16 avril 1988 à Tamale, au Ghana.

## Carrière
Abdul Rahim commence à jouer au football à Adisadel au collège. Plus tard, il commence sa carrière avec l'équipe de son père, le Nania FC. Il est transféré en janvier 2009 à Eleven Wise. 
Le 17 juin 2009, après beaucoup de spéculations, le joueur des moins de 21 ans ghanéen rejoint le géant égyptien, le Zamalek SC où il signe un contrat de cinq ans. Il y joue une saison où il inscrit 1 but en 11 matchs.
En janvier 2011, il signe pour le club belge de Lierse SK, qui évolue en Jupiler Pro League.
En 2013, il revient au Ghana. Il décide au départ de s'engager pour le club de la capitale, Hearts of Oak Sporting Club mais les négociations tournent court. Il signe alors pour Asante Kotoko, le club rival. Le milieu explique dans une interview « ne pas avoir de regrets d'avoir choisi Kotoko ». Il devient rapidement un joueur clé au sein de l'équipe où il apporte son expérience.
En novembre 2014, Ayew est braqué à son domicile, à Accra, où il est blessé par balles au bras droit à la suite de l'intrusion de cambrioleurs qui lui ont volé des affaires personnelles,,. Il a été conduit à l'hopîtal pour recevoir des soins.
La saison avec Kotoko est belle pour Ayew qui remporte le championnat et la Coupe du Ghana
En janvier 2015, il quitte Asante Kotoko après l'échec du renouvellement de contrat du joueur ghanéen qui a expiré en décembre 2014. En effet, le club lui propose de prolonger deux saisons de plus mais avec le même salaire que sa première année au club. Il considère que les conditions de contrats du club sont « irrespectueuses »,.

## Carrière internationale
Abdul Rahim joue pour le Ghana en U-17, U-20, U-23, puis avec l'équipe senior. 
Il est appelé pour le match amical de l'équipe nationale de football du Ghana contre l'équipe nationale de football du Mali et joue le jeu aux côtés de son frère cadet André Ayew. Il joue également dans la  Coupe d'Afrique des nations 2010 en Angola, où son équipe obtient la 2e place du tournoi.

## Vie personnelle
Abdul Rahim est le demi frère de André Ayew et de Jordan Ayew, et est le fils aîné de Abedi Pelé, et le neveu de Sola Ayew et Kwame Ayew.

## Palmarès

### En club
Asante Kotoko
- Vainqueur  du Championnat du Ghana de football en 2014.
- Vainqueur de la Coupe du Ghana en 2014.

### En équipe nationale
- Finaliste de la CAN 2010.